# زویدرمیر
زویدرمیر (به هلندی: Zuidermeer) یک منطقهٔ مسکونی در هلند است که در کوخن‌لاند واقع شده‌است. زویدرمیر ۴۸۰ نفر جمعیت دارد.